# Пампушка

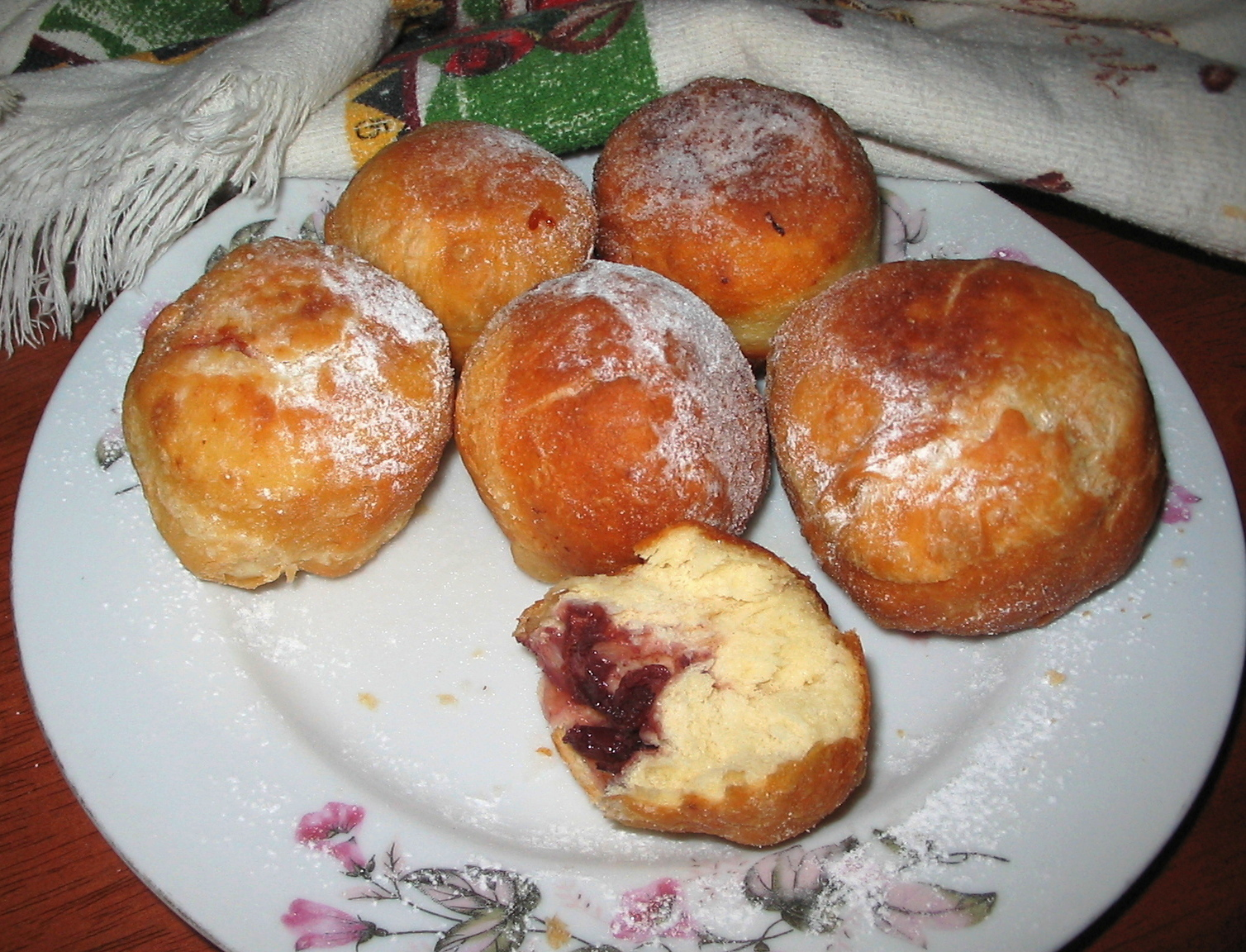
Пампушки з вишнями, притрушені цукровою пудрою

Пампу́шка (пампу́х, пампу́шок) — невелика кругла пишна булочка, виготовлена з дріжджового тіста з житнього, пшеничного, гречаного чи змішаного борошна.
Пампушки в Україні готують до свят, традиційно на Святвечір, у неділю, на поминальний обід (Полісся, Північне Поділля) до борщу чи юшки, житні пампушки смажили й на щодень.
Пампух — символ свята, радості.
У Львові щорічно на зимові свята проводять Свято пампуха , коли приїздять пекарі з усіх куточків України.

## Історія приготування
Пампухи були відомі ще в часи Стародавнього Риму. Після короткого періоду забуття їх знову почали готувати в XV ст.
Пампухи в Україні здавна пекли або смажили, на олії чи смальці. Перші згадки про пампухи можна знайти в літописах козацьких часів. Ймовірно пампушки робили господині, які готували пиріжки, з тіста, що залишилося. Пампушки набули значного поширення по всій Україні, їх часто готували на кожний день. Пампухи мали обрядово-ритуальне значення: їх подавали до борщу для нареченого та використовували у дівочо-парубочих ворожіннях на свято Андрія.
Пампухою колись називали повну рожевощоку людину, а також білі сливи.
Нині пампушки популярні в усьому світі, де живуть українці. У ресторанах український борщ завжди подають з печеними пампушками, политими часниковою заливкою. Печені пампушки подають до борщу замість хліба. Готують пампушки з різними начинками: ягодами, маком, варенням та посипають цукровою пудрою чи цукром.

## Поширення в Європі
В Німеччині, Скандинавії та західній Європі пампушки відомі як берлінер (берлінчики) і продаються в майже кожній німецькій пекарні чи магазині солодощів. У Польщі готують свої пампушки, які називають pączki (пончики), ханукальні пампушки в Ізраїлі.